# Shine a Light (film)
 For alternative betydninger, se Shine a Light. (Se også artikler, som begynder med Shine a Light)
Shine a Light er en dokumentarfilm fra 2008, instrueret af Martin Scorsese, der følger to koncerter fra 2006 på rock ‘n’ roll-gruppen The Rolling Stones turne A Bigger Bang Tour . Den indeholder også billeder fra hele bandets karriere. Filmen har titlen efter The Stones sang af samme navn, der findes på bandets album Exile on Main St. fra 1972. Et album, Shine a Light, vil også blive udgivet i april 2008, fra pladeselskabet Universal med sangene fra filmen.  
Scorsese har filmet The Rolling Stones under deres optrædende i  Beacon Theater i New York City den 29. oktober og 1. november 2006. 
Filmmaterialet fra showet er spækket med backstage-materiale, historiske klip og nyere interviews med bandet. Endvidere medvirker forhenværende præsident Bill Clinton. Filmen viser også Jack White, Buddy Guy og Christina Aguilera optræde med bandet. 
Filmen var originalt planlagt til at blive udgivet den 21. september 2007, men Paramount Classics udsatte udgivelsen til april 2008. 
Verdenspremieren for filmen blev på den 58. udgave af Filmfestivalen i Berlin, den 7. februar 2008 . 

## Musikken
Filmen blev filmet over to nætter. Alle sangene er skrevet af Mick Jagger og Keith Richards, undtaget hvor andet er skrevet:
1. Jumpin' Jack Flash
2. Shattered
3. She Was Hot
4. All Down the Line
5. Loving Cup – med Jack White
6. As Tears Go By (Jagger/Richards/Oldham)
7. Some Girls
8. Just My Imagination (Running Away with Me (Norman Whitfield/Barrett Strong)
9. Far Away Eyes
10. Champagne & Reefer (Muddy Waters) – med Buddy Guy
11. Tumbling Dice
  - Band introduktion
12. You Got the Silver – sang af Keith Richards
13. Connection – sang af Keith Richards
14. Sympathy for the Devil
15. Live with Me – med Christina Aguilera
16. Start Me Up
17. Brown Sugar
18. (I Can't Get No) Satisfaction
19. Shine a Light

Martin Scorsese har hyppigt brugt The Rolling Stones musik i sine film, Mick Jagger gjorde grin med at:” Shine a Light måske er den eneste Scorsese film hvor "Gimme Shelter" ikke er på dens soundtrack ” .

### Fodnoter
1. ↑  Navnet er anført på bokmål og stammer fra Wikidata hvor navnet endnu ikke findes på dansk.
2. ↑  Shine a Light – Trailer – Cast – Showtimes – NYTimes.com
3. ↑  Stones Film Is Delayed – New York Times
4. ↑  Berlin International Film Festival – Movies – New York Times
5. ↑  "Scorsese shines new light on Stones | The Australian". Arkiveret fra originalen 2. december 2008. Hentet 12. marts 2008.